# Abakabaka
Abakabaka este un gen de molii din familia Lymantriinae. Aceste molii se găsesc în Madagascar.

## Specii
- Abakabaka fuliginosa Saalmüller 1884
- Abakabaka phasiana (Butler, 1882)

## Legături externe
- en Baza de date a genului Lepidoptera la Muzeul de istorie naturală
- Beccaloni, G.W.; Scobie, M.J.; Robinson, G.S.; Pitkin, B. (5 iunie 2005). „Species detail:Abakabaka fuliginosa”. The Global Lepidoptera Names Index. Accesat în 8 octombrie 2010.